# Oran Park
L'Oran Park Raceway è stato un circuito situato a Narellan, nel Sud Ovest di Sydney.

## Storia

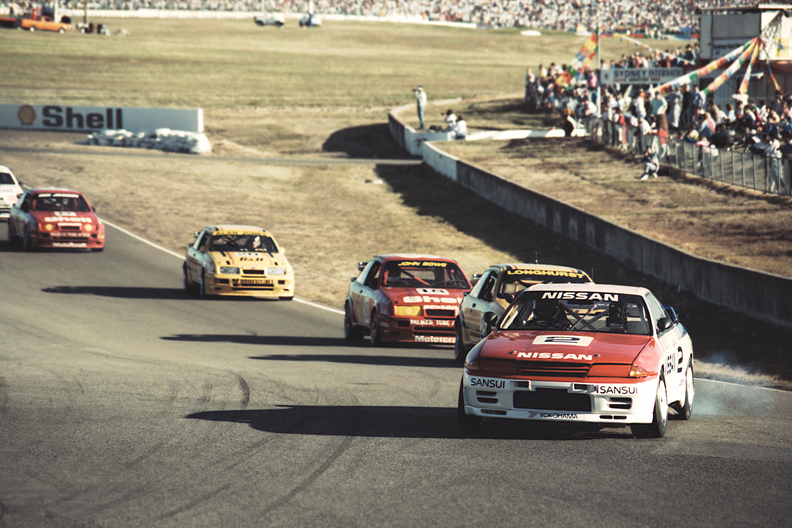
Una gara dell'Australian Touring Car Championship a Oran Park nel 1990

Fu inaugurato il 17-18 febbraio 1962 dal Car Club Singer. Il 17 febbraio 1963 ci fu la prima gara motociclistica, a cui partecipò il campione motociclistico Jim Redman (detentore del giro record di 50,4 secondi).
Il circuito era inizialmente lungo 1,6 km. Successivamente fu esteso a 2.62 km nel 1974 per creare una variante Grand Prix. Il complesso disponeva anche di una pista di motocross, di uno skidpan (un'area attrezzata per test di manovrabilità del mezzo), di una pista sterrata e di una per dragster. La maggior parte del circuito era visibile dalla tribuna principale.
Oran Park fu utilizzato regolarmente per le competizioni dell'Australian Touring Car Championship, delle Supercars Championship Series, dell'Australian Drivers Championship e dell'Australian Sports Sedan Championship. Nel 1974 e nel 1977 vi si tenne il Gran Premio d'Australia di Formula 5000. Durante gli anni 80 furrno organizzate numerose gare endurance su questo tracciato. Allan Moffat e Mark Skaife furono i piloti di maggior successo a Oran Park nel ATCC, con sei vittorie ciascuno.
La prova australiana del campionato mondiale Superbike si svolse per due volte a Oran Park, nel 1988 e nel 1989.
L'epopea del circuito si concluse quando il terreno dove sorgeva venne venduto per fare posto a nuovi complessi abitativi. L'ultima competizione motociclistica vi si svolse il 21-22 novembre 2009, mentre il 16 gennaio 2010 vi si tenne l'ultima competizione automobilistica; nove giorni dopo l'autodromo fu definitivamente chiuso. Prima della chiusura, ne venne realizzato un modello 3D per inserirlo nei simulatori di guida.